# Championnat des Comores
Championnat des Comores jest najwyższą piłkarską klasą rozgrywkową na Komorach. Powstała w 1979 roku.

## Mistrzowie
| - 1979/1980: Coin Nord Mitsamiouli - 1980/1981: nieznany - 1981/1982: nieznany - 1982/1983: nieznany - 1983/1984: nieznany - 1984/1985: nieznany - 1985/1986: Coin Nord Mitsamiouli - 1986/1987: nieznany - 1987/1988: nieznany - 1988/1989: nieznany - 1989/1990: Coin Nord Mitsamiouli - 1990/1991: Étoile du Sud Fomboni - 1991/1992: Étoile du Sud Fomboni - 1992/1993: US Zilimadjou - 1993/1994: nieznany - 1994/1995: Élan Club Mitsoudjé |  | - 1995/1996: nieznany - 1996/1997: nieznany - 1997/1998: US Zilimadjou - 1998/1999: nieznany - 1999/2000: nieznany - 2000/2001: Coin Nord Mitsamiouli - 2001/2002: nieznany - 2002/2003: nieznany - 2003/2004: Élan Club Mitsoudjé - 2005: Coin Nord Mitsamiouli - 2006: AJS Mutsamudu - 2007: Coin Nord Mitsamiouli - 2008: Étoile d'Or Mirontsy - 2009: Apache Club Mitsamiouli - 2010: Élan Club Mitsoudjé |

## Podsumowanie
| Klub                    | Liczba tytułów | Ostatni tytuł |
| ----------------------- | -------------- | ------------- |
| Coin Nord Mitsamiouli   | 6              | 2007          |
| Élan Club Mitsoudjé     | 3              | 2010          |
| Étoile du Sud Fomboni   | 2              | 1992          |
| US Zilimadjou           | 2              | 1998          |
| AJS Mutsamudu           | 1              | 2006          |
| Étoile d'Or Mirontsy    | 1              | 2008          |
| Apache Club Mitsamiouli | 1              | 2009          |